# Споменик Ђури Јакшићу у Дунавском парку
Споменик Ђури Јакшићу је скулптура постављена у част великог српског песника и сликара Ђуре Јакшића. Налази се у Дунавском парку у центру Новог Сада.

## Подизање споменика
Скулптура је у Дунавском парку постављена 1982. године. Дело је вајара Јована Солдатовића. Израђена је од бронзе и висока је 175 цм. Фигура Ђуре Јакшића је у седећем ставу, на постаменту од камена димензија 44×65×45 цм.

## Занимљивости
Занимљиво је да се истоветна скулптура налази и у Београду, у боемској четврти Скадарлија, Испред Куће Ђуре Јакшића у којој је песник живео на крају живота и у њој умро. У Скадарлији је истоветни одливак постављен осам године касније, 1990. године.

## Галерија
- Споменик у Дунавском парку
- Истоветни споменик у Београду